# Manifeste de Sandhurst

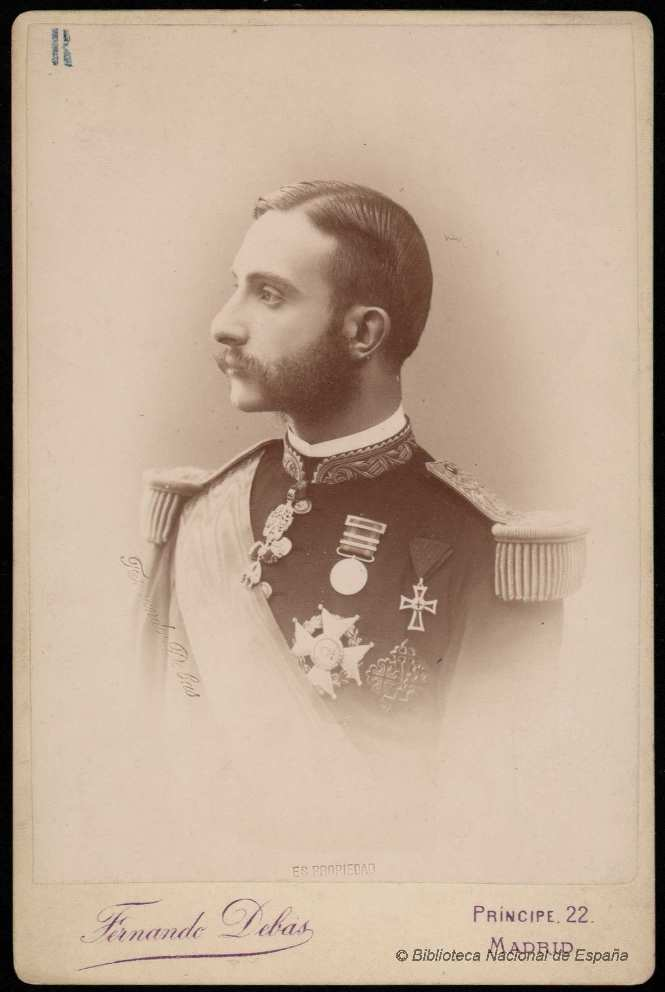
Le jeune Alphonse XII d'Espagne

Le Manifeste de Sandhurst est un manifeste signé le 1er décembre 1874 par le futur Alphonse XII d'Espagne (qui était alors prince) et rédigé par Antonio Cánovas del Castillo dans lequel est présenté le nouveau système politique, la monarchie, c'est-à-dire un nouveau régime monarchique de type conservateur et catholique qui défendait l'ordre social mais qui garantissait le fonctionnement du système politique libéral.

## Présentation
Élaboré par Antonio Cánovas del Castillo, figure politique conservatrice considéré comme l’artisant du régime de la Restauration bourbonienne, assisté de divers collaborateurs dont l’ancienne monarque Isabelle II, le manifeste est signé par le prince le 1er décembre alors qu’il fait ses études à l’Académie royale militaire de Sandhurst au Royaume-Uni, officiellement afin de remercier publiquement les félicitations qu’il avait reçues à l’occasion de son 17e anniversaire, quelques jours auparavant,.
Il s’agit d’une proposition de programme politique élaborée dans un esprit consensuel et intégrateur. Il prévoit d’instaurer un nouveau régime basé sur deux piliers, le monarque et le Parlement, et deux grands principes, une politique économique libérale et le respect de la tradition catholique de l'État, mais avec une tolérance sur le plan religieux. Il promet que tous les cercles politiques du pays auront leur place, à condition qu’ils acceptent le nouveau cadre institutionnel.
Il est publié dans la presse espagnole à la fin du mois et reçoit un bon accueil dans l'opinion.
Le 29 décembre, à proximité de Sagonte, dans la province de Valence, le général Martínez Campos lance un pronunciamiento qui triomphera et permettra la Restauration des Bourbons en la personne du prince Alphonse.